# Neckera douglasii
Neckera douglasii là một loài rêu trong họ Neckeraceae. Loài này được Hook. mô tả khoa học đầu tiên năm 1829.